# Lopata
 Ovo je glavno značenje pojma Lopata. Za hrid u Neumskom zaljevu pogledajte Lopata (hrid).
Lopata je alat za ručno kopanje ili premještanje rasutih materijala, kao što su primjerice tlo, ugljen, šljunak, snijeg, pijesak, ili rude. Lopate su vrlo rasprostranjen alat koji se rabi u poljoprivredi, građevini i vrtlarstvu. 
Većina lopata su ručni alat koji se sastoji od širokog sječiva s rubovima ili strane koja je pričvršćena na sredini za ručku. Obično su izrađene od čeličnog lima ili tvrde plastike. Ručke lopata obično izrađene od drveta (primjerice od javora).